# Dve (album)
Dve (napisano tudi kot 2) je debitantski studijski album slovenske blues rock skupine Hamo & Tribute 2 Love, ki je izšel aprila 2013 pri založbi Celinka. Z albuma je izšlo pet štirje singlov: "Vija vaja ven", "Gremo se igrat boga", ""Dejva bit čist bliz" (verzija pesmi "Days Like This" v slovenščini) in "Scotch".

## Kritični odziv
Za Rockline je Aleš Podbrežnik album ocenil s 4 zvezdicami in napisal: "Hamo in njegova spremljevalna zasedba se preverjeno sučejo v glasbeni špuri, ki jo obvladujejo v mezincu leve roke. Tu so najmočnejši in tako se postavljajo tudi z albumom Dve. [...] Ni kaj. Dve velikodušno ohranja obilje zabave preko 16 točk.

## Seznam pesmi
| Št. | Naslov                    | Dolžina |
| --- | ------------------------- | ------- |
| 1.  | „Scotch‟                  | 3:29    |
| 2.  | „Wish You Well‟           | 3:40    |
| 3.  | „Days Like This‟          | 3:16    |
| 4.  | „Falling‟                 | 3:52    |
| 5.  | „Heart to Play On‟        | 4:06    |
| 6.  | „LJ Woman‟                | 4:52    |
| 7.  | „Country (Still in Love)‟ | 4:28    |
| 8.  | „Lost My Faith‟           | 5:08    |
| 9.  | „Do You Believe in Love‟  | 3:16    |
| 10. | „Vija vaja ven‟           | 3:20    |
| 11. | „Lazy Blueser‟            | 4:20    |
| 12. | „Superstar‟               | 3:36    |
| 13. | „Gun in Love‟             | 2:53    |
| 14. | „Lady G‟                  | 3:09    |
| 15. | „Gremo se igrat boga‟     | 2:51    |
| 16. | „Rožice‟                  | 3:06    |

## Zasedba
Hamo & Tribute 2 Love
- Matevž Šalehar - Hamo — vokal, spremljevalni vokal, ustna harmonika, kitara, klaviature, tolkala
- Jani Baš – klaviature, spremljevalni vokal
- Uroš Primožič - Spretan — kitara, vokal (5), spremljevalni vokal, tolkala
- Uroš Škerl Kramberger - Hipi — bas kitara, spremljevalni vokal
- Martin Janežič - Buco — bobni, tolkala, spremljevalni vokal

Ostali glasbeniki
- Barabara Dodić — spremljevalni vokal
- Vesna Potokar — spremljevalni vokal
- Denis Horvat — klaviature, bas kitara, spremljevalni vokal
- Zoran Ćalić — kitara
- Matej Mršnik — kitara
- Miha Šalehar — kitara
- Jože Bogolin — marimba
- Pevski zbor Sirene — vokalni zbor

Tehnično osebje
- Gal Gjurin — produkcija